# Albese con Cassano
Albese con Cassano är en kommun i provinsen Como i regionen Lombardiet i Italien. Kommunen hade 4 228 invånare (2018).